# Olivier Frapolli
Olivier Frapolli (Hyères, 27 settembre 1971) è un allenatore di calcio ed ex calciatore francese, di ruolo difensore, tecnico del Laval.

## Palmarès

### Allenatore

#### Competizioni nazionali
- Championnat National: 2

Orléans: 2013-2014
Laval: 2021-2022